# Vincent Harolimana
Vincent Harolimana (* 2. September 1962 in Mpembe, Ruanda) ist ein ruandischer Geistlicher und Bischof von Ruhengeri.

## Leben
Vincent Harolimana empfing am 8. September 1990 durch Papst Johannes Paul II. das Sakrament der Priesterweihe.
Am 31. Januar 2012 ernannte ihn Papst Benedikt XVI. zum Bischof von Ruhengeri. Der Bischof von Nyundo, Alexis Habiyambere SJ, spendete ihm am 24. März desselben Jahres die Bischofsweihe; Mitkonsekratoren waren der Erzbischof von Kigali, Thaddée Ntihinyurwa, und der Bischof von Kabgayi, Smaragde Mbonyintege.